# Sangiaccato di Rodi
Il Sangiaccato di Rodi (in turco ottomano: Sancak-i/Liva-i Rodos; in greco λιβάς/σαντζάκι Ρόδου?) era una provincia ottomana di secondo livello (sangiaccato/sanjak o liva) che comprendeva le isole del Dodecaneso o delle Sporadi meridionali, con Rodi come centro amministrativo.

## Storia
Dopo la conquista ottomana di Rodi contro i Cavalieri Ospitalieri nel 1522, l'isola divenne inizialmente sede di un beilerbei, e fu subordinata all'eyalet dell'Arcipelago come sub-provincia (sangiaccato) dal 1546. Tuttavia, per gran parte del dominio ottomano, a eccezione della stessa Rodi, le altre isole delle Sporadi meridionali (il resto del Dodecaneso compresa Samo) furono sostanzialmente autonome e non furono soggette a un'amministrazione centralizzata fino all'introduzione del sistema amministrativo del vilayet negli anni 1860. La stessa Rodi non godette di questa autonomia e durante il primo periodo ottomano passò una fase in declino sia come centro del commercio che come sito di importanza militare, poiché il Mediterraneo orientale divenne una sorta di "lago ottomano". Solo a partire dal XVIII secolo si hanno prove di una ripresa economica dell'isola.
Durante la guerra d'indipendenza greca, Rodi e Coo non presero parte alla rivolta, anche se molti abitanti di Rodi erano membri della Filiki Etaireia e fuggirono per unirsi ai ribelli greci. Le altre isole del sangiaccato tuttavia insorsero, in particolare Caso, fino al suo annientamento nel 1824.
Rodi apparentemente divenne la sede del Capitan pascià (il capo ammiraglio della marina ottomana, che prestò servizio anche come governatore dell'Eyalet dell'Arcipelago) alla fine del XVII secolo. Nel 1849, Rodi divenne ufficialmente il pascialato/sangiaccato della provincia dell'Arcipelago, ormai separato da ogni relazione con il Capitan pascià. Con l'introduzione del sistema del vilayet, la capitale del nuovo Vilayet dell'Arcipelago fu trasferita a Kale-i Sultaniye (l'odierna Çanakkale) nel 1867; tornò a Rodi nel 1877, passò a Chio nel 1880 e ritornò definitivamente a Rodi nel 1888.
Nel 1912, anno in cui la provincia fu occupata dal Regno d'Italia durante la guerra italo-turca, comprendeva le kaza (distretti) di Rodi stessa, Kasot (Caso), Mis (Castelrosso), Sömbeki (Simi), Kerpe (Scarpanto), e Istanköy (Coo). Era prevista la restituzione delle isole all'Impero ottomano dopo il Trattato di Ouchy ma l'Italia approfittò dello scoppio delle guerre balcaniche per continuare la sua occupazione. Le isole furono infine cedute alla Grecia nel 1948, all'indomani della seconda guerra mondiale.